# Narathura hypomuta
Narathura hypomuta är en fjärilsart som beskrevs av William Chapman Hewitson 1862. Narathura hypomuta ingår i släktet Narathura och familjen juvelvingar. Inga underarter finns listade i Catalogue of Life.